# Hirsijärvi (Salo, Egentliga Finland)
Hirsijärvi eller Hirsjärvi är en sjö i Finland. Den ligger i Salo stad i landskapet Egentliga Finland, i den södra delen av landet, 90 km väster om huvudstaden Helsingfors. Hirsijärvi ligger 48,5 meter över havet. I omgivningarna runt Hirsijärvi växer i huvudsak barrskog. Arean är 5,3 kvadratkilometer och strandlinjen är 43,91 kilometer lång. Sjön  ingår i Kisko ås och Bjärnå å huvudavrinningsområde. 